# Hama (companie)
Hama GmbH & Co KG este o companie germană, având un catalog de peste 18.000 de produse realizate în istoria sa, fiind unul dintre principalii producători de accesorii, dar și produse din industria fotografiei, video, audio, multimedia, periferice, etc. De asemenea, aceasta este un distribuitor de diverse alte produse. Din cei 2.500 de angajați, 1.500 lucrează în Monheim, Germania. Hama este reprezentată de 17 filiale în întreaga lume, dar și agenții comerciale în Europa și celelalte continente.